# 間部詮番
間部 詮番（まなべあきつぐ）は、江戸時代中期の旗本。赤坂間部家当主・間部詮長の長男。実子に松平外記の殿中刃傷事件で死亡した間部源十郎（詮芳）がいる。
元文5年（1740年）、間部詮長の長男として生まれる。宝暦13年（1763年）12月、小姓組の番士になり役料300俵支給される。明和2年（1765年）1月、本家にあたる鯖江藩から小姓組入りの祝儀として詮番に「干鯛一箱・御樽代三百疋」、父詮長に「干鯛一箱」が贈られる。同年3月から進物の役をつとめ、明和3年（1366年）12月、赤坂間部家の家督と遺領を継ぐ。天明2年（1782年）8月、三河国宝飯郡・伊豆国君沢郡内の知行所を下総国相馬郡内へ移封される。同年11月、死去。享年43。家督は長男の詮芳が継いだ。